# Реформа білоруського правопису 1933 року
Реформа білоруського правопису 1933 року (біл. Рэформа беларускага правапісу 1933 году; Reforma biełaruskaha pravapisu 1933 hodu) — штучне, неприродне та примусове наближення норм білоруської мови до російської відповідно до проєкту Політичної комісії ЦК КП (б) Б, здійсненого постановою Наркомату БССР. Ця реформа розглядається як один із заходів політики зросійщення Білоруси, яка проводилася у двох основних напрямках: по-перше, безперервне зросійщення дозволеної для вживання білоруської мови і, по-друге, систематичне витіснення цієї зросійщеної мови та її заміна російською мовою, що й відбулося.
Основним наслідком політичної реформи стала поява двох ортографій (норм) білоруської мови, одна з яких — наркомівка (біл. наркамаўка, наркомаўка; narkamaŭka, narkomaŭka) — почала офіційно застосовуватися в Радянському Союзі, а друга, традиційний класичний правопис (тарашкевиця) (біл. тарашкевіца / клясычны правапіс; taraškievica / klasyčny pravapis), продовжувала використовуватися білорусами за межами СРСР.

## Політичний проєкт реформи білоруського правопису
Незважаючи на помітний ухил зросійщення академічного проєкту 1933 р., він не задовольнив радянське керівництво через занадто толерантне наближення білоруської мови до російської. Крім того, новий етап у боротьбі з білоруським націоналізмом поставила стаття «Під фальшивим національним прапором», опублікована 3 лютого 1933 року в московській газеті "Правда". Спеціальний кореспондент видання А. Давидюк сказав із Мінська:
|  | Йдеться про активізацію буржуазних націоналістів в Білорусі, про політичну сутність їх виступів, що відображають опір заходам пролетарської держави з боку помираючого куркульства. |

Відразу після цієї публікації Академічний проєкт був поспішно розглянутий та обговорений у Наркоматі освіти під керівництвом новопризначеного (замість репресованого) наркома Олександра Чернушевича, педінституту, різних радянських та партійних організацій. У результаті до документа були чітко додані пропозиції щодо зросійщення, які мала засвідчити лояльність, "правильну ідеологічну спрямованість" як творців, так і дискутантів Проєкту. Але, незважаючи на це, документ був повністю переглянутий.
5 травня ЦК Комуністичної партії Білоруси створив спеціальну «Політичну комісію для перегляду російсько-білоруського словника та нових правил написання білоруської мови». Примітно, що до складу комісії не входив жоден лінгвіст, а до її складу в основному входили політики.
До 21 липня Бюро ЦК КП(б)Б видало постанову, у якій зазначено, що робота над проєктом реформи завершена: «Погодьтеся з пропозицією товариша Чернушевича надіслати проекти нового білоруського правопису до культової реквізити ЦК ВКП (б)». 26 серпня документ був затверджений Наркоматом БРСР, а 27 серпня — Білоруським ЦК. Таким чином, прийняття проєкту відбувалося без попередньої публікації та громадського обговорення.
Резолюція мала назву — «Про зміни та спрощення білоруського правопису», але насправді ортографічні зміни не принесли спрощення. Деякі правила, запроваджені реформою, пропонувалося змінити в наступних правописних проектах (1939 та 1951 рр.), і це було зроблено майже відразу в результаті зміни політичного режиму — для "розвінчання культу особистости" (1956 р.).
Документ прийняв усі пропозиції Академічного проєкту 1933 р., який передбачав зближення з російською мовою. У той же час технічна підготовка відповідної частини документа набагато краща за новостворені розділи, які містять багато суперечностей, фактичних та методологічних помилок та упущень.

## Суть змін
Збірник складався з 84 граматичних правил. Основні відмінності між пореформеним правописом (наркомівка) та дореформеним правописом (тарашкевиця):
| Зміни в білоруському правописі (після перегляду проєкту в 1933 році спеціальною політичною комісією) | Академічний проєкт реформи білоруського правопису 1930 року | Академічний проєкт реформи білоруського правопису 1933 року (до перегляду Політичною комісією)                                                |
| Зміни при передачі запозичень | | |
| 1. Передача звуків /la/, /lo/, /lu/) через тверде /ɫ̪/. (наприклад: маналог замість маналёг) | Існуючі правила були збережені. | Автори проєкту характеризують ці пропозиції як «вялікадзяржаўніцкія», «уласьцівыя расейскаму вымаўленьню».                                    |
| 2. Пом'якшення приголосних /s̪/, /z̪/, /b/, /v/, /m/, /p/, /f/, /n̪/ перед голосними спереду /ɛ (наприклад: кааперацыя, фанетыка замість каапэрацыя, фанэтыка)                                                                                 | Існуючі правила були збережені. | Автори проєкту характеризують ці пропозиції як «вялікадзяржаўніцкія», «уласьцівыя расейскаму вымаўленьню».                                    |
| 3. Заміна -тар, -дар на -тр, -др у кінці слів (наприклад: літр, цэнтр замість літар, цэнтар) | Існуючі правила були збережені. | Існуючі правила були збережені. |
| 4. Перадача літер «β» та «θ» у грецизмах через «б» або «в» та «т» або «ф» залежно від правил російської мови (Вавілон, Візантыя, марафон, пафас замість Бабілён, Бізантыя, маратон, патас)                                                  | Існуючі правила були збережені. | Цей захід мав відповідати вимозі, висловленій керівництвом партії, «закріпити російську мову як посередника для запозичення з третіх мов».    |
| Зміни в ортографії білоруських слів | | |
| 1. Скасування позначення асимілятивного пом’якшення приголосних /s̪j/, /z̪j/, /t͡s̞j/ (наприклад: (свет, след замість сьвет, сьлед) | Ця пропозиція з’явилася лише в коректурі (тобто згортанні політики білорусизації — і примусовому відступі від керівництва проєктом академіка Степана Некрашевича, який категорично виступив проти його прийняття. Янка Купала також був проти цієї пропозиції. | Автори обґрунтовують прийняття цієї пропозиції «сприянням та економією для поліграфічного бізнесу».                                           |
| 2. Скасувати написання м’якого знака між подовженими приголосними /s̪j/, /z̪j/, /t͡s̞j/, /d͡z̞j/, /ɫ̪j/, /n̪j/ (наприклад: насенне, галлё, ззяе, рыззё, калоссе, суддзя, жыццё замість насеньне, гальлё, зьзяе, рызьзё, калосьсе, судзьдзя, жыцьцё) | Комісія прийняла цю пропозицію як компроміс, за умови помірности у всіх інших випадках. | Було запропоновано подвоїти подвійні приголосні на манер західно-білоруських промов (наприклад: насене, галё, зяе, рызё, калосе, судзя, жыцё) |
| 3. Введення незмінного написання частки та прийменника «не» (наприклад: без нас, не руш замість бяз нас, ня руш) | Існуючі правила були збережені | Існуючі правила були збережені. |

Крім цього:
1. Правопис власних назв також регламентовано, відбулося відхилення від народного іменника, коли замість народних форм використовуються назви Московської церкви, прийняті російською мовою (наприклад: Юрый замість Юрка, Юры, Юра, Юрась) почали використовувати.
2. У морфології регулюється написання закінчень -а/-у в родовому відмінюванні, перевага віддавалася закінченню -а, як у російській мові, а не народному-у. На манер російської мови правопис закінчень іменників у давальному та місцевому відмінах було уніфіковано.

Загалом в результаті реформи в білоруську мову було введено понад 30 фонетичних і морфологічних особливостей, властивих російській мові, які були іноземними і досі не використовувались у білоруській мові і просто переносились до неї з російської.
Реформа правопису 1933 р. вплинула не тільки на фонетичні та морфологічні особливості, а й на словниковий запас білоруської мови. Наприклад, коли дореформений «російсько-білоруський словник» С. Некрашевича та М. Байкова (1928) для перекладу російського слова «государство» пропонував синоніми «дзяржава», «гаспадарства», «панства», то пореформений російсько-білоруський словник "Александрович (1937) — лише «дзяржава», те саме слово було перекладено і російською «держава», еквівалентом російського «город» в першому словнику були «места», «горад», а в другому — лише «горад». У цьому ж словнику є такі не білоруські форми прикметників, як «забыўчывы», «неўстрашымы», «брадзячы». Подібна практика була продовжена в наступному "російсько-білоруському словнику" в 1953 р., коли на перше місце ставилася калька з російської мови, а за нею, як правило, слідувало оригінальне білоруське слово.
Останній пункт (№ 27) Постанови РНК «Про зміни та спрощення білоруського правопису» свідчить про цілеспрямовану роботу в русифікації білоруських словників:
|  | Доручити Народному комісаріату освіти та Президії Білоруської академії наук організувати систематичну наукову роботу щодо подальшого розвитку та впорядкування білоруської ортографії, усієї граматики та термінології, а також організувати нову редакцію білорусько-російських словників. |

Тим часом радянська влада наказала знищити рукописи попередньо підготовлених академічних словників, включаючи багатотомний Словник живої білоруської мови, двотомні російсько-білоруські та білорусько-російські словники, польсько-білоруський та білорусько-польський, есперанто-блоруський та білорусько-есперанто, та латиська-білоруські, історично та ортографічно.
Недобросовісність реформаторів, а також їхня риторика того часу добре видно з наступної цитати:
|  | Багато націонал-демократів постраждало від "окання" на словах іноземного походження. Такі слова, як «кааперацыя, калгас, трактар» та інші були написані через «о», мотивуючи це правило тим, що слово «калгас, кааперацыя» та інші не прийняті в білоруській мові, не ввійшли в ужиток. Те, що слова «калгас» і подібні до них чужі і ворожі, зрозуміло, як і буржуазна «апрацоўка» ортографії «стовпами лінгвістики» націонал-демократів. З огляду на процес засвоєння широкими робочими масами слів іноземного походження, ми зобов'язані передавати ці слова відповідно до їх вимовою, тобто через «акання», яке в рішенні ВНС про зміну ортографії і проводилося. Інтернаціонально-революційні слова, слова, які народилися в результаті пролетарської революції і які у всіх мовах всесвіту були розширені вимовою до «о», і в нашому новому написанні революційна якість зберігається. Слова «комуна» ... [далі — фактично цитата з Додатків до Постанови 1933 р про які див. нижче] — в нашому випадку теж пишуться через "о", тобто їх першоджерело зберігається в корені, і, таким чином, мова піднімається на новий, більш високий рівень розвитку шляхом пролетарського інтернаціоналізму. |

Через три місяці після прийняття першої "правописної" постанови 3 грудня 1933 р. Голова Наркомату БССР Микола Голодєд підписав нову постанову РНК «Додатки до постанови РНК БРСР „Про зміни та спрощення правопису Білорусі“», який виправив помилки в серпневому документі. Це означало завершення першого етапу політичної реформи 1933 року.
Таким чином, політична реформа справді була спрямована на злиття народів і культур в одну культуру з єдиною мовою і відображала не стільки національну специфіку білоруської мови, скільки особливості російської мови, згідно з якою відбулись зміни в ортографічних та граматичних засадах і навіть лексика білоруської мови.

## Наслідки
Білоруси за межами СРСР, насамперед у західній Білорусі, а також білоруські центри в Латвії, Праги та Берліну, не прийняли змін, введених в білоруську мову. Зокрема, Білоруське наукове товариство у Вільно на своєму надзвичайному засіданні 31 жовтня 1933 р. прийняло резолюцію проти реформи, у якій відзначалася її зросійщена спрямованість та слабке наукове підґрунтя.
Серед причин неприйняття політичної реформи 1933 р. були такі:

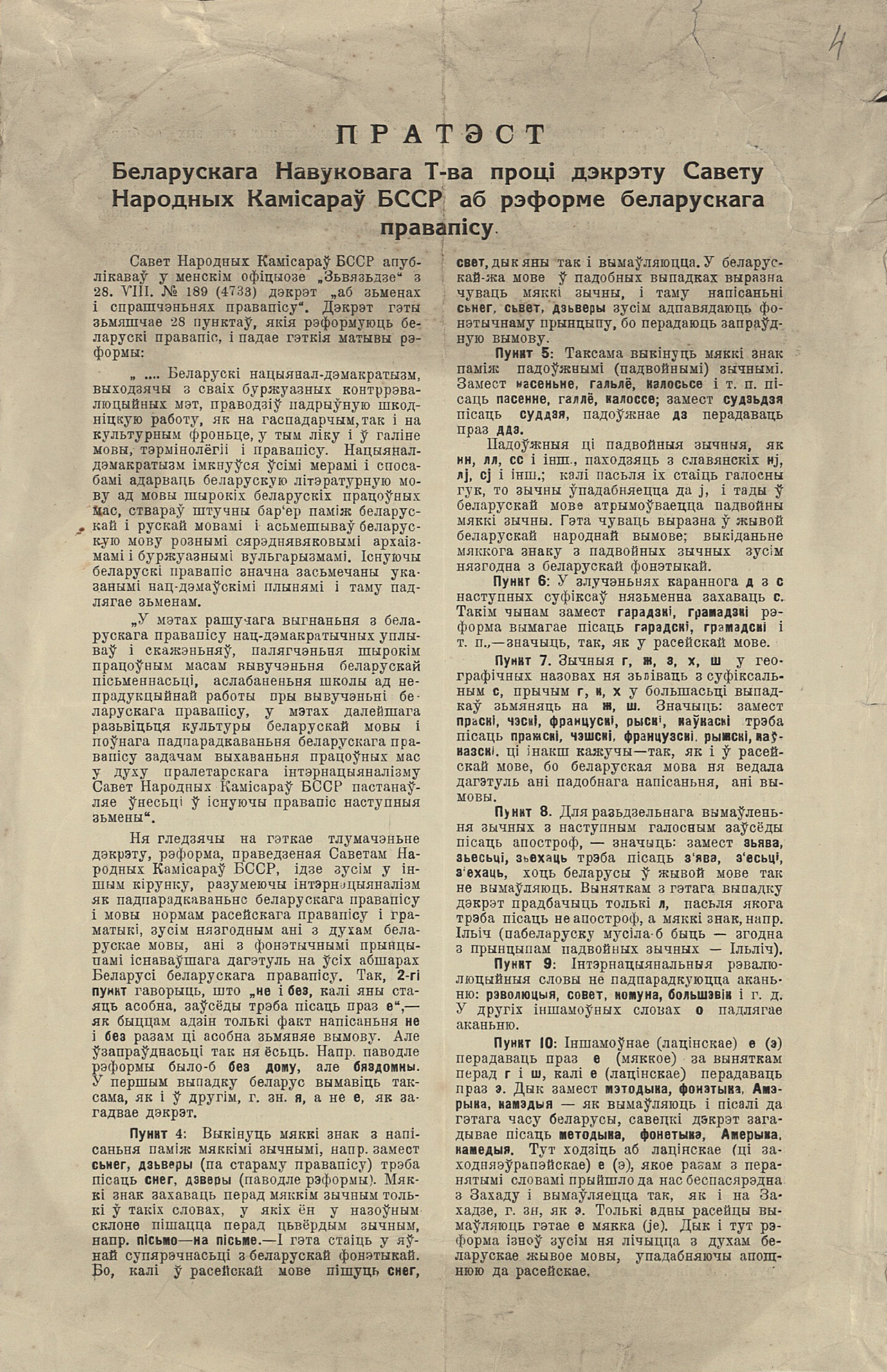
Перша сторінка протесту Білоруського наукового товариства у Вільно проти указу Наркомату про реформу білоруського правопису

- Реформі передували посилені сталінські чистки і репресії серед білоруської інтелігенції;[13]
- Проєкт реформи був розроблений спеціальною «Політичною комісією з перегляду російсько-білоруського словника та нових правил правопису білоруської мови», до складу якої не входив жоден лінгвіст. На думку сучасних білоруських філологів, укладачі збірника правил керувались насамперед політичними, а не філологічними мотивами;
- Проєкт був схвалений Радою Народних Комісарів БРСР без громадського обговорення;[14][13]
- Реформа була проведена в умовах жорстокого терору. Так, філолог Сергій Запрудський зазначає:|  | Рішення РНК символізувало для сучасників невід'ємну волю наблизити білоруську мову до російської "будь-якою ціною". |

- Білоруські філологи та історики відзначають, що реформа штучно[15] наблизила білоруську мову до російської. Дмитро Савко зазначає, що політична комісія, яка проводила реформу взяла з попереднього академічного проєкту білоруської ортографічною реформи 1933 року всі пункти, які передбачали зближення з російською мовою, а решта або радикально переробила, щоб наблизити до норм російської мови або взагалі не враховувала. Кандидат філологічних наук Ігор Клімов пише:|  | Більшовицька держава, вперше в історії провело експеримент зі створення нового суспільства і нової людини, також розглядало мову як об'єкт особливих маніпуляцій, спрямованих на досягнення певних, аж ніяк не мовних, цілей. Важливим напрямком подібних маніпуляцій з 1930 р було закріплення російського впливу в нормах літературних мов інших народів СРСР. Це збільшило культурну однорідність народів Радянської імперії, придушив їх прагнення до сепаратизму і сприяло їх культурної та мовної асиміляції. Білоруська мова також став жертвою такої політики з 1930-х років. Її подальший розвиток не був результатом внутрішньої необхідности або реального використання, а визначалося політичним становищем Радянського держави. |

Основним наслідком політичної реформи стала поява двох ортографій (норм) білоруської мови, одна з яких — наркомівка — почала офіційно застосовуватися в Радянському Союзі, а друга, традиційний класичний правопис (тарашкевиця), продовжувала використовуватися білорусами за межами СРСР. Створення Народного комісаріату розглядається як один із заходів політики зросійщення Білоруси, яка здійснювалася у двох основних напрямках: по-перше, безперервна русифікація білоруської мови і, по-друге, систематичне витіснення цієї русифікованої мови та його заміна російською.

## Оцінки
Вкрай непослідовність та зросійщенні цілі реформи були визнані офіційним радянським мовознавством очевидними ще за часів т.зв. "Хрущовської відлиги":
|  | ... правило про передачу акання та якання залишалося невирішеним. Багато невиправданих винятків із цього правила не принесли бажаного полегшення при написанні іноземної лексики, правило написання складних слів було дуже складним і невпорядкованим. Правило про перехід від д і т у дз’ і ц’ спричинило труднощі та ортографічні відмінності. Правила написання імен, прізвищ та географічних назв були плутаними та суперечливими Однак, незважаючи на недоліки, рішенням РНК БССР загалом виконало своє завдання ... ... Наблизьте білоруський правопис якомога ближче до російського. |

Реформа 1933 р. зазнала критики з моменту її створення. Назва «правописна реформа» охоплювала не лише реформу правопису, а й граматику та морфологію білоруської мови, оскільки поняття «правопис» означає форму письма, а не вічний спосіб вимови. Реформа охопила 25 мовних особливостей, з яких у 24 випадках існував одночасний зв’язок з граматикою та правописом, і лише одна зміна (параграф 4) стосувалася виключно правопису.
Як зазначив про реформу Ян Станкевич, "ніде, де немає НКВС, білоруси їхні зміни не прийняли".
Сучасні білоруські філологи наголошують на тому, що нові правила, запроваджені реформою 1933 р., спотворили норми білоруської літературної мови, штучно, неприродно та примусово нав'язуючи їм правила російської мови.